# Nicolas Godin
Nicolas Godin (Paris, 25 de dezembro de 1969) é um músico muito conhecido pelo seu trabalho com a banda Air. Ele toca baixo elétrico, guitarra acústica, guitarra elétrica e canta (incluindo Vocoder vocais).